# Projekt 985

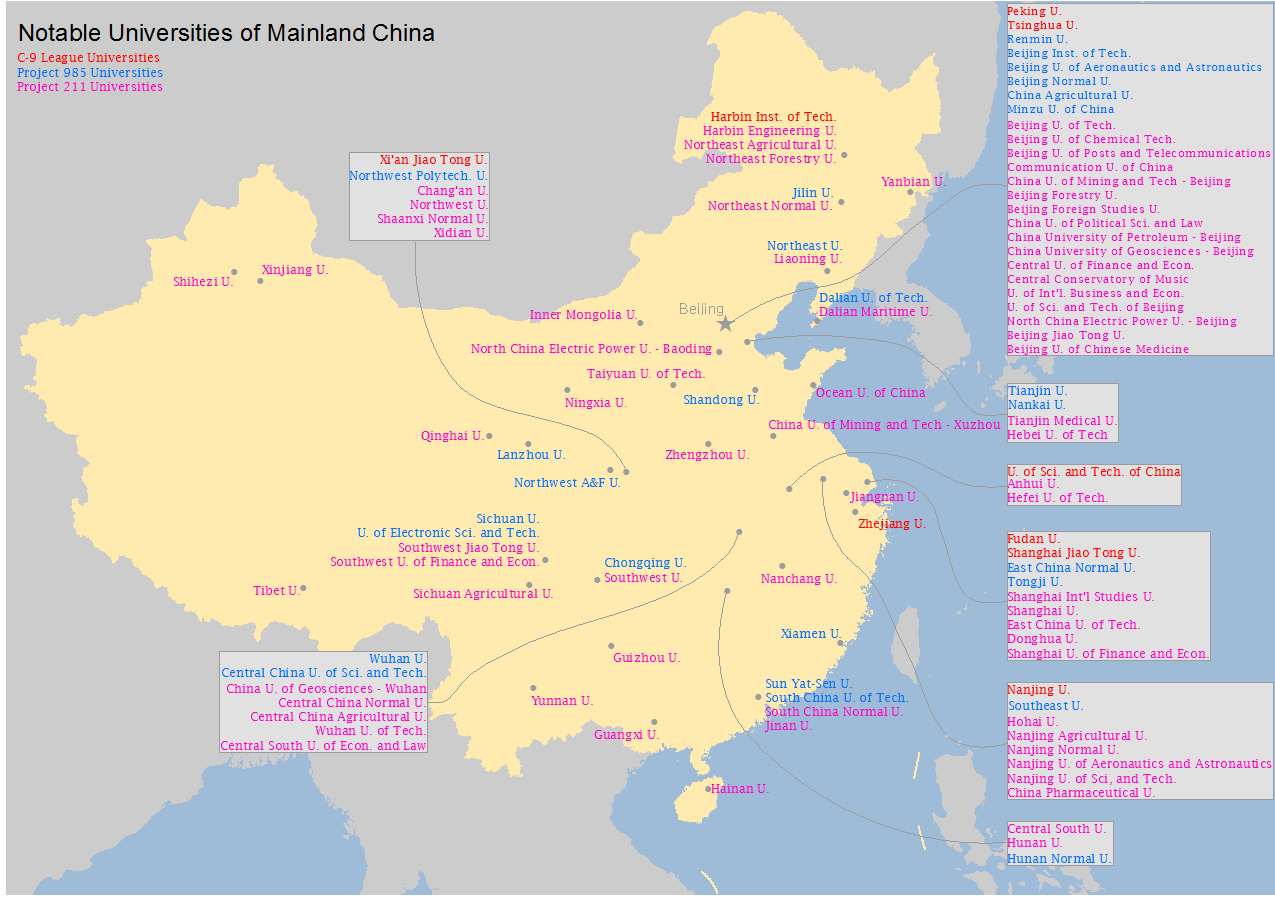
Karte mit den wichtigsten Universitäten auf dem chinesischen Festland. Die Universitäten des Projekts 985 sind blau markiert (die Schulen der C-9-Liga sind rot markiert und alle sind ebenfalls Schulen des Projekts 985).

Projekt 985 (chinesisch 985工程, Pinyin Jiǔbāwǔ gōngchéng) ist ein Projekt, das vom Generalsekretär des KPCh und chinesischen Präsidenten Jiang Zemin erstmals am 4. Mai 1998 anlässlich des 100-jährigen Bestehens der Peking-Universität angekündigt wurde, um die Entwicklung und das Ansehen des chinesischen Hochschulsystems durch die Gründung von Weltklasse-Universitäten im 21. Jahrhundert zu fördern. Der Name leitet sich vom Datum der Ankündigung ab, Mai 1998 oder 98/5 nach dem chinesischen Datumsformat. Im Rahmen des Projekts stellen sowohl nationale als auch lokale Regierungen große Summen an Finanzmitteln für bestimmte Universitäten bereit, um neue Forschungszentren zu errichten, die Einrichtungen zu verbessern, internationale Konferenzen abzuhalten, weltbekannte Dozenten und Gastwissenschaftler anzuziehen und chinesischen Dozenten die Teilnahme an Konferenzen im Ausland zu erleichtern. Laut dem Shanghai-Ranking 2018/19 und der Times Higher Education World University Rankings 2019/20 werden die meisten dieser 39 Universitäten des Projekts 985 zu den 500 besten Universitäten der Welt gezählt.
Im Jahr 2009 gründeten die ursprünglich neun Gründungsmitglieduniversitäten des Projekts 985 die C9-Liga, die als chinesisches Äquivalent der US-Ivy League bezeichnet wird. Am Ende der zweiten Phase des Projekts wurden 39 Universitäten gesponsert. Im Jahr 2011 wurde bekannt gegeben, dass das Projekt abgeschlossen sei und keine neuen Schulen beitreten könnten.
Im September 2017 wurde ein damit zusammenhängender Plan mit der Bezeichnung Aufbau von Weltklasse-Universitäten und -Disziplinen (chinesisch 世界一流大学和一流学科建设, Pinyin Shìjiè yīliú dàxué hé yīliú xuékē jiànshè) angekündigt. Es war unklar, ob dieser Plan eine neue Art der Einstufung von Universitäten in China darstellt oder ob er Projekt 211 und Projekt 985 ersetzt.

## Liste der geförderten Universitäten
Es gibt 39 Universitäten, die durch das Projekt 985 gefördert werden. Das Projekt hat auch jeder Universität eine Finanzierungssumme zugewiesen.
- Universität Peking (1,8 Milliarden RMB)
- Tsinghua-Universität (1,8 Milliarden RMB)
- Zhejiang-Universität (1,4 Milliarden RMB)
- Universität Nanjing (1,2 Milliarden RMB)
- Fudan-Universität (1,2 Milliarden RMB)
- Jiaotong-Universität Shanghai (1,2 Milliarden RMB)
- Jiaotong-Universität Xi’an (900 Millionen RMB)
- Polytechnische Universität Harbin (1 Milliarde RMB)
- Chinesische Universität für Wissenschaft und Technik (900 Millionen RMB)
- Pädagogische Universität Peking (1,2 Milliarden RMB)
- Technische Universität Peking (1 Milliarde RMB)
- Universität für Luft- und Raumfahrt Peking (900 Millionen RMB)
- Universität Zentral- und Südchinas (400 Millionen RMB)
- Zentrale Nationalitäten-Universität (500 Millionen RMB)
- Chinesische Volksuniversität (500 Millionen RMB)
- Landwirtschaftliche Universität Chinas (unbekannt)
- Chongqing-Universität (540 Millionen RMB)
- Technische Universität Dalian (400 Millionen RMB)
- Pädagogische Universität Ostchina (600 Millionen RMB)
- Universität für Wissenschaft und Technik Zentralchina (600 Millionen RMB)
- Hunan-Universität (400 Millionen RMB)
- Jilin-Universität (700 Millionen RMB)
- Lanzhou-Universität (450 Millionen RMB)
- Nankai-Universität (700 Millionen RMB)
- Polytechnische Universität Nordwestchinas (900 Millionen RMB)
- Universität Nordostchinas (400 Millionen RMB)
- Nordwestliche A&F-Universität (450 Millionen RMB)
- Chinesische Ozean-Universität (300 Millionen RMB)
- Universität Südostchinas (600 Millionen RMB)
- Shandong-Universität (1,2 Milliarden RMB)
- Sichuan-Universität (720 Millionen RMB)
- Technische Universität Südchina (400 Millionen RMB)
- Sun-Yat-sen-Universität (1,2 Milliarden RMB)
- Tianjin-Universität (700 Millionen RMB)
- Tongji-Universität (600 Millionen RMB)
- Universität für Elektrotechnik und Elektronik (360 Millionen RMB)
- Universität Wuhan (800 Millionen RMB)
- Xiamen-Universität (800 Millionen RMB)
- Universität für Wissenschaft und Technik der Landesverteidigung (unbekannt)